# Rowshanak
Rowshanak (persiska: رُوشَنَق, روشنک) är en ort i Iran.   Den ligger i provinsen Ardabil, i den nordvästra delen av landet, 400 km nordväst om huvudstaden Teheran. Rowshanak ligger 1 618 meter över havet och antalet invånare är 248.
Terrängen runt Rowshanak är lite kuperad. Runt Rowshanak är det ganska tätbefolkat, med 139 invånare per kvadratkilometer. Närmaste större samhälle är Ardabil, 18,0 km nordost om Rowshanak. Trakten runt Rowshanak består i huvudsak av gräsmarker.